# Fraps
Fraps (odvozeno z „frames per second“, tedy „snímků za sekundu“) je program na snímání obrazovky osobního počítače vyvinutý v roce 1999 společností Beepa. Umožňuje vytvořit fotografii nebo real-time video z programů, které fungují na DirectX nebo OpenGL. Používá se také při natáčení her nebo machinima filmů. V rohu obrazovky může program ukazovat počet FPS (snímků za sekundu).
Fraps nahrává video ve vysokém rozlišení, pokud je počítač dostatečně výkonný. Maximální podporované rozlišení je 7680×4800. Komprese je relativně nízká a výsledné velikosti souborů jsou relativně velké. Vytvoří screenshoty ve formátu JPEG, PNG, TGA nebo BMP. Funguje na Windows 2000 a Windows XP, rozšířená verze také na Windows Vista a Windows 7. Vytváří video soubory o velikosti přes 100 GB na hodinu záznamu.
Od verze 3.5.0 má Fraps možnost uložit celou relaci do jednoho velkého video souboru. Pro zpětnou kompatibilitu a omezení poškození v případě havárie však existuje možnost používat rozdělování videí do souborů po 4 GB. 